# Hokej Vyškov
Hokej Vyškov byl český klub ledního hokeje, který sídlil ve městě Vyškov v Jihomoravském kraji. Založen byl v roce 2022 bývalým extraligovým brankářem Robertem Hamrlou. Hamrla odkoupil druholigovou licenci od klubu SHK Drtiči Hodonín pro sezonu 2022/23.  V dubnu 2025 bylo oznámeno majitelem klubu Robertem Hamrlou, že klub z finančních důvodů úplně zanikne.

## Přehled ligové účasti
Stručný přehled
- 2022–2025 : 2. liga – sk. Východ (3. ligová úroveň v České republice)

Jednotlivé ročníky
| Česko (2022–) |                      |           |    |                                                        |             |
| Sezóny        | Soutěž               | Úroveň    | ZČ | Play-off, nadstavba, sk. o udržení...                  | Poznámky    |
| 2022/2023     | 2. liga – sk. Východ | 3. úroveň | 2. | Semifinále (prohra 2:3 na zápasy s HC Letci Letňany)   |             |
| 2023/2024     | 2. liga – sk. Východ | 3. úroveň | 2. | Semifinále (prohra 0:4 na zápasy s Piráti Chomutov)    |             |
| 2024/2025     | 2. liga – sk. Východ | 3. úroveň | 7. | Osmifinále (prohra 1:3 na zápasy s Draci Pars Šumperk) | Zánik klubu |

Legenda: ZČ - základní část, červené podbarvení - sestup, zelené podbarvení - postup, fialové podbarvení - reorganizace, změna skupiny či soutěže